# Silvestro Baglioni
Silvestro Baglioni (Belmonte Piceno, 30 dicembre 1876 – Roma, 30 luglio 1957) è stato un fisiologo e politico italiano.

## Biografia
Nato da una famiglia modesta, si laurea in medicina nel 1902 all'Università di Roma. Tra il 1899 e il 1904 fa ricerca in campo fisiologico in Germania, prima, ancora studente, a Jena e poi a Göttingen, in Bassa Sassonia.
Nel 1904 ritorna in Italia e nel 1905 ottiene la docenza in fisiologia. L'anno successivo diventa aiuto all'istituto di fisiologia romano, che era allora guidato da Luigi Luciani e nel 1913 ottiene la cattedra di fisiologia umana a Sassari.
Durante la Grande guerra ebbe l'incarico della Regia Aeronautica di preparare test che permettessero di valutare la predisposizione degli aviatori. Nello stesso periodo divenne responsabile dell'istituto di fisiologia di Pavia, e nel 1918 di quello dell'università di Roma. Qui lavorò fino al 1950, quando andò in pensione.
Nel 1919 fu eletto alla camera dei deputati per la XXV legislatura.

## Pubblicazioni
- La fisiologia, 1923
- Udito e voce, 1925